# Gęsia (dopływ Starej Świny)
Gęsia – struga, dopływ Starej Świny, oddziela wyspy Koprzywskie Łęgi od Wydrzej Kępy. Znajduje się w woj. zachodniopomorskim, w gminie miejskiej Świnoujście.
Struga bierze początek od Wielkiej Strugi, w pobliżu osiedla Przytór. Od niej płynie na południe meandrując między wyspami Koprzywskie Łęgi i Wydrza Kępa. W całości znajduje się w Wolińskim Parku Narodowym.
Nazwę Gęsia wprowadzono urzędowo w 1949 roku, zmieniając niemiecką nazwę Kleine Beerlose.